# The Temptations
The Temptations — американський соул-гурт, утворений наприкінці п'ятдесятих років у місті Детройт під назвою The Elgins.
До першого складу гурту ввійшли колишні члени локальних ритм-енд-блюзових формацій — The Distants та The Primes:
- Отіс Вілльямс (Otis Williams), справжнє прізвище Майлз (Miles), 30.10.1941, Тексаркани, Техас, США — вокал;
- Мелвін Френклін (Melvyn Franklin), справжнє ім'я Девід Інгліш (David English), 12.10.1942, Монтгомері, Алабама, США — вокал;
- Пол Вілльямс (Paul Williams), 2.07.1939, Бірмінгем, Алабама, США — 17.08.1973, Детройт, Мічиган, США — вокал; *Едді Кендрікс (Eddie Kendricks), 17.12.1932, Юніон Спрінгс, Алабама, США — 5.10.1992, Бірмінгхем, Алабама, США — вокал
- Елдрідж Брайент (Eldridge Bryant) — вокал.

## Кар'єра
1961 року, коли The Elgins уклали угоду з фірмою «Motown», власник фірми Беррі Горді змінив назву групи на The Temptations. Після виходу трьох синглів на філії «Motown» — «Miracle» (один з них під назвою The Pirates), гурт перейшов до головної фірми Беррі Горді. 1962 року з'явився їх сингл «Dream Come Home», на якому відчувався великий потенціал для майбутнього успіху. Однак найбільшої популярності The Temptations досяг у період співпраці з композитором, продюсером та співаком Смокі Робінсоном.
Класичний склад гурту сформувався 1968 року, коли Елдріджа Брайента замінив Девід Раффін (David Ruffin), 18.01.1941, Мерідіан, Міссісіппі, США — 1.06.1991, Пенсильванія, США — вокал. Його низький баритон чудово співзвучав з тенором і фальцетом Кендрікса, і цей контраст у повній мірі використав Смокі Робінсон. Це дозволило у наступні два роки створити серію хітів, серед яких були як балади, так і суто танцювальні твори. А першим великим хітом The Temptations став сингл «The Way You Do The Things You Do». Потім балада «My Girl» потрапила на вершину американського чарту (ця пісня 1992 року була перевидана і в черговий раз стала хітом). Наступні хіт-сингли The Temptations 1966 року «It's Growing», «Since I Lost My Baby», «My Baby» та «Get Ready» зробили гурт одним з головних представників «звучання Motown». Пісня «It's Growing» звертала увагу делікатним текстом, який написав Робінсон, у той час як «Get Ready» — захоплюючим ритмом, мелодією та чудовим вокальним аранжуванням.
Того ж 1966 року місце Смокі Робінсона зайняв на наступні десять років Норман Уайтфілд, який впровадив до звучання гурту певну «жорстокість», а з Девіда Раффіна зробив головного вокаліста. Незабаром з'явилась серія ритм-енд-блюзових записів, які своєю експресією могли конкурувати з найкращими творіннями з таких фірм як «Stax» та «Atlantic». Першим продуктом Уайтфілда був сингл «Ain't Too Proud To Beg», у той час як його другий — «Beauty Is Only Skin Deep» (увійшов до Top 3), здавалось, за звучанням повертає гурт до ери Робінсона. Однак чергові композиції «I'm Losing You» та «You're My Everything» підтвердили, що гурт буде прямувати новообраним курсом. Найбільшим успіхом Уайтфілда на початку його співпраці з The Temptations була драматична балада «І Wish It Would Rain», у якій продюсер застосував додаткові звукові ефекти. Сингл став черговим хітом гурту і одночасно вже їх шостим ритм-енд-блюзовим номером першим за три роки. Ця платівка завершила певний етап у кар'єрі The Temptations.
Девід Раффін запропонував, щоб на платівках перед назвою групи вписували його ім'я, а коли отримав відмову, то 1968 року вибрав сольну кар'єру. Змінив Раффіна колишній учасник гурту The Contours Денніс Едвардс (Dennis Edward), 3.02.1943, Бірмінгхем, Алабама, США, чий гострий та динамічний голос добре підійшов The Temptations.
Уайтфілд використав цей період на проведення чергових змін у звучанні гурту. Враховуючи велику популярність психоделійної течії, а також новаторські події у соул-музиці, які презентували Sly & the Family Stone, він запросив до співпраці автора текстів Барретта Стронга. Підсумком цього став запис «Cloud Nine», у якому розповідалось про збільшення кількості молоді, що мала наркотичну залежність.
Уайтфілд зламав старі традиції і зробив з кожного учасника The Temptations соліста, визначив кожному з них значну роль. Наступні чотири роки Уайфілд та The Temptations були піонерами психоделійного соулу, впроваджуючи до текстів творів політичні та суспільні теми, а також використовуючи експериментальне звучання. Композиція «Runaway Child, Running Wild» торкалась проблеми бунту підлітків, «І Can't Get Next To You» (номер перший у США) розповідала про втрату зв'язку між людьми, a «Ball Of Confusion» критикувала дезінтеграцію американського суспільства. Увінчувало новий, повний бунту стиль The Temptations пісня протесту проти війни у В'єтнамі — «Stop The War Now». Однак новий напрямок, який вибрав гурт, не відповідав Едді Кендріксу, якому бульше була до вподоби їх співпраця під кінець шістдесятих з жіночим вокальним гуртом The Supremes. 1971 року після запису чергового хіта номер один — балади «Just My Imagination» — він залишив гурт і розпочав сольну кар'єру. Спочатку його місце зайняв Рікі Оунс (Ricky Owens), 24.04.1939, Сент-Луїз, Міссурі, США, а 1972 року Оунса змінив Деймон Харріс (Damon Harris), 3.07.1950, Балтімор, Меріленд, США. Незабаром гурт залишив також Пол Уїлльямс, який став залежати від алкоголю та наркотиків, а замість нього прийшов Річард Стріт (Richard Street), 5.10.1942, Детройт, Мічиган, США — колишній член The Distans. Цим складом The Temptations записали наступний хіт номер один — «Papa Was A Rolling Stone», який здобув вперше в історії фірми «Motown» нагороду «Греммі». Однак щасливий період у кар'єрі The Temptations наближався до кінця.
1973 року Уїльямсон покінчив життя самогубством. Того ж року розпався тандем Уайтфілд та Стронг, і хоча продюсер намагався впроваджувати нові ідеї, ефект від цього як артистичний, так і комерційний був мінімальний. Попри те, що його підопічні надалі продовжували записувати хіти, а сингли «Masterpiece», «Let Your Hair Down» (1973) та «Happy People» (1975) піднялись на вершину соул-чарту, The Temptations перестали бути головними представниками «чорної» музики.
1975 року Уайтфілд залишив фірму «Motown». У цей самий час місце Деймона Харріса зайняв Глен Карл Леонард (Glen Carl Leonard). Наступного року The Temptations перебрались на фірму «Atlantic», яка видала їх два наступні альбоми.
У період 1977–1979 років Едвардса замінив Льюїс Прайс (Lewis Price). Коли з'ясувалося, що контракт з «Atlantic» не приніс очікуваного успіху, гурт повернувся до «Motown», a Денніс Едвардс знову з'явився у складі формації. Після успіху синглу «Power» 1980 року до гурту знову вдалось заангажувати Раффіна та Кендрікса, які взяли участь у записі альбому, хіт-синглу «Standing On The Top», а також гастрольному турне. Незабаром Раффін та Кендрікс залишили The Temptations та стали виступати дуетом. Рон Тайсон (Ron Tyson) замінив Гленна Леонарда, а Алі-Оллі Вудсон (Ali-Ollie Woodson) став виконувати роль соліста замість Едвардса. Композиція Вудсона «Treat Her Like A Lady» стала найкращим британським хітом десятиріччя. Подальші записи групи хоч і підтвердили великі можливості нового складу, але ніяк не дорівнювали досягненням The Temptations шістдесятих-сімдесятих років.

## Дискографія
- 1964: Meet The Temptations
- 1965: The Temptations Sing Smokey
- 1965: The Temptin' Temptations
- 1966: Gettin' Ready
- 1966: Greatest Hits
- 1967: Live
- 1967: With A Lot O'Soul
- 1967: In A Mellow Mood
- 1968: I Wish It Would Rain
- 1968: The Supremes Join The Temptations (разом з The Supremes)
- 1968: Live At The Copa 1968: TCB (разом з Diana Ross & The Temptations)
- 1969: Cloud Nine 1969: Together (разом з Diana Ross & The Supremes)
- 1969: Puzzle People
- 1969: On Broadway (разом з Diana Ross & The Supremes)
- 1969: Christmas Card
- 1970: Psychedelic Shack
- 1970: Live At London's Talk Of The Town
- 1970: Greatest Hits, Volume 2
- 1971: The Sky's The Limit
- 1972: Solid Rock
- 1972: All Directions
- 1973: Masterpiece
- 1973: Anthology
- 1973: 1990
- 1974: The Temptations
- 1975: A Song For You
- 1975: Wings Of Love
- 1975: House Party
- 1976: The Temptations Do The Temptations
- 1977: Hear To Tempt You
- 1978: Bare Back
- 1980: Power
- 1981: The Temptations
- 1982: Reunion
- 1983: Surface Thrills
- 1983: Great Songs & Performances That Inspired The Motown 25th Anniversary TV Show
- 1983: Back To The Basics
- 1984: Truly For You
- 1985: Touch Me
- 1986: To Be Continued
- 1986: 25 Anniversary
- 1987: Together Again
- 1989: Special
- 1989: Compact Command Performances
- 1992: Motown's Greatest Hits
- 1993: Hum Along & Dance (More Of The Best 1963—1974)

### Eddie Kendricks
- 1971: All By Myself
- 1972: People… Hold On
- 1973: Eddie Kendricks
- 1974: Boogie Down
- 1974: For You
- 1976: The Hit Man
- 1977: Slick
- 1978: Vintage '78
- 1979: Something More
- 1981: Love Keys
- 1983: I've Got My Eyes On You

### David Ruffin
- 1969: My Whole World Ended
- 1969: Doin' His Thing-Feelin' Good
- 1973: David Ruffin
- 1974: Me 'n'Rock'n'Roll Are Here To Stay
- 1975: Who I Am?
- 1976: Everything's Coming Up Love
- 1977: So Soon We Change
- 1980: Gentleman Ruffin
- 1987: Ruffin & Kendricks (разом з Едді Кендріксом)